# Model 70/20/10
Model 70/20/10 – metoda organizacji pracy opracowana przez Erica Schmidta w firmie Google, polegająca na podziale czasu pracy pracowników na trzy części:
- 70% czasu pracy pracownik poświęca na główny cel swojego zatrudnienia,
- 20% czasu pracy poświęca na projekty powiązane z jego głównym zatrudnieniem, zazwyczaj nowe projekty, które dopiero będą wdrażane,
- 10% czasu pracy to inicjatywy własne, niekoniecznie związane z głównym zadaniem pracownika.